# Chi Lăng Bắc
Chi Lăng Bắc là xã nằm ở phía Nam huyện Thanh Miện, tỉnh Hải Dương, Việt Nam.

## Vị trí địa lý
Tiếp giáp với xã Tứ Cường, Cao Thắng, Ngũ Hùng, Chi Lăng Nam của huyện Thanh Miện tỉnh Hải Dương và xã Quang Hưng huyện Phù Cừ tỉnh Hưng Yên.

## Hành chính
Xã được chia thành 3 thôn phân bố trong 8 xóm, từ xóm 1 đến xóm 8. Hiện xã có 2116 hộ, có 8216 người.
- Thôn Phương Khê
- Thôn Tào Khê
- Thôn Phú Khê

## Kinh tế
Chi Lăng Bắc là 1 xã có sự phát triển kinh tế chủ yếu dựa vào nông nghiệp là chính. Diện tích đất trồng trọt vẫn còn cao, tỉ lệ này chiếm khoảng 70% diện tích đất sản xuất của xã. Chiến lược phát triển kinh tế chủ yếu dựa vào sự phát triển của nông nghiệp. Ngoài ra nghề thủ công nghiệp vẫn duy trì và phát triển như: làm bánh đa, mây giang xiên, rèn.